# Río Huertas
Der Río Huertas, im Mittellauf Río Chaupihuaranga, ist ein etwa 113 km langer linker Nebenfluss des oberen Río Huallaga in Zentral-Peru in den Regionen Pasco und Huánuco.

## Flusslauf
Der Río Huertas entspringt an der Ostflanke der peruanischen Westkordillere im Westen des Distrikts Simón Bolívar (Provinz Pasco). Das Quellgebiet liegt 35 km westlich der Regionshauptstadt Cerro de Pasco auf einer Höhe von etwa 4360 m. Am Oberlauf liegen die Bergseen Laguna Ishquí, Laguna Raracocha und Laguna Raracocha Chico. Der Río Huertas fließt entlang dem Nordwestrand des Andenhochlands, anfangs 10 km nach Osten, anschließend bis Flusskilometer 76 nach Norden. Er passiert dabei die Ortschaften Uchumarca, Santiago Pampa und Chinche. Der Río Huertas durchquert nun den westlichen Bereich der peruanischen Zentralkordillere in überwiegend nordöstlicher Richtung. Die Nationalstraße 18 (Oyón–Ambo) folgt dem Flusslauf. Der Río Huertas passiert bei Flusskilometer 67 die Kleinstadt Yanahuanca. Bei Flusskilometer 31 trifft der Río Yanacocha von rechts, bei Flusskilometer 27 der Río Quio von links auf den Río Huertas. 6 km oberhalb der Mündung liegt die Kleinstadt Huácar am linken Flussufer. Der Río Huertas mündet schließlich auf einer Höhe von etwa 2056 m bei Ambo in den nach Norden strömenden Río Huallaga.

## Einzugsgebiet
Der Río Huertas entwässert ein Areal von etwa 2083 km². Das Quellgebiet liegt in der Provinz Pasco, der Ober- und Mittellauf sowie dessen Einzugsgebiet in der Provinz Daniel Alcides Carrión sowie das untere Einzugsgebiet in der Provinz Ambo. Das Einzugsgebiet des Río Huertas grenzt im Osten an das des Río Tingo, im Süden an das des Río San Juan, eines Zuflusses des Río Mantaro, im Westen an das des Río Huaura, im Nordwesten an das des Río Lauricocha, eines Quellflusses des Río Marañón, sowie im Norden an die Einzugsgebiete von Río Higueras, Río Huancachupa und Quebrada Ñausilla.